# Josip Mazi
Josip Mazi, slovenski matematik in prevajalec, * 24. januar 1872, Žiri, † 25. junij 1935, Ljubljana.

## Življenje in delo
Po realki v Ljubljani je študiral na dunajskem vseučilišču matematiko in opisno geometrijo. Služboval je kot srednješolski profesor in gimnazijski ravnatelj v Ljubljani in bil nekaj časa načelnik prosvetnega oddelka na banski upravi. Prirejal je srednješolske učbenike za geometrijo ter pred prvo vojno prevajal nemška dramska dela za ljubljansko gledališče.